# Twann
Twann (en francés Douanne) es una localidad y antigua comuna suiza del cantón de Berna, situada en el antiguo distrito de Nidau, en la comuna de Twann-Tüscherz.
El 1 de enero de 2010 entró en vigor la fusión de la comuna de Twann con la comuna de Tüscherz-Alfermée. La nueva entidad se llama Twann-Tüscherz.

## Geografía
La localidad de Twann se encuentra situada en la región del Seeland bernés en la ribera superior del lago de Bienne. La antigua comuna estaba compuesta por las aldeas de Twann y Gaicht. Limita al norte con la comuna de Lamboing, al este con Tüscherz-Alfermée, Sutz-Lattrigen, Mörigen, Täuffelen, Hagneck y Lüscherz, al sur con Vinelz y Erlach, y al oeste con La Neuveville, Prêles y Ligerz.
La isla de San Pedro hace parte del territorio de esta antigua comuna, fue allí donde Jean-Jacques Rousseau vivió.

## Transportes
- Línea ferroviaria Biel/Bienne - Neuchâtel.
- Puerto de embarque en el Lago de Bienne.

## Turismo

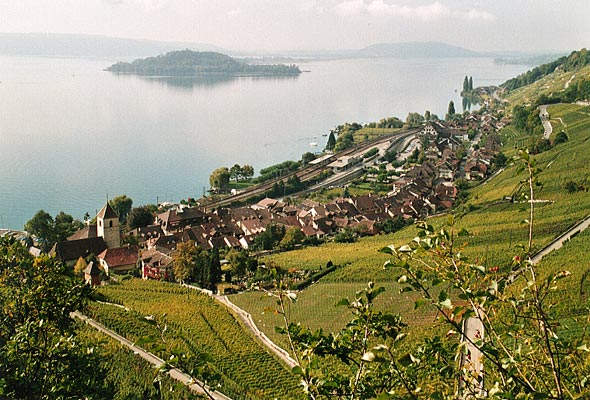
Vista de Twann con el lago de Bienne.

- Playa
- Puerto de descanso
- Ruta de la viña